# Omphalocarpum strombocarpum
Omphalocarpum strombocarpum är en tvåhjärtbladig växtart som beskrevs av Y.B.Harv. och J.C. Lovett. Omphalocarpum strombocarpum ingår i släktet Omphalocarpum och familjen Sapotaceae.
Artens utbredningsområde är Tanzania. Inga underarter finns listade i Catalogue of Life.